# Groupe de NGC 1832
Le groupe de NGC 1832 comprend au moins cinq galaxies situées dans la constellation du Lièvre. La distance moyenne entre ce groupe et la Voie lactée est d'environ 29,5 Mpc (∼96,2 millions d'al). 

## Membres
Le tableau ci-dessous liste les cinq galaxies du groupe dans l'ordre indiquées dans l'article de A.M. Garcia paru en 1993.   
| Nom         | Classification | Type                        | α (J2000.0)   | δ (J2000.0)  | Vitesse radiale (km/s) | Magnitude apparente | Distance (Mpc) | Diamètre (kal) |
| ----------- | -------------- | --------------------------- | ------------- | ------------ | ---------------------- | ------------------- | -------------- | -------------- |
| MCG -3-14-1 | SB(s)m         | Spirale barrée magellanique | 05h 07m 46.9s | -16° 17′ 37″ | 2039 ± 2               | 12,71               | 30,2 ± 2,1     | 57             |
| MGC -3-14-4 | S?             | Spirale                     | 05h 08m 42.6s | -16° 57′ 45″ | 2018 ± 4               | 14,1451             | 29,9 ± 2,1     | 38             |
| MGC -2-14-2 | SB(s)dm?       | Spirale barrée magellanique | 05h 10m 04.5s | -14° 56′ 47″ | 1970 ± 4               | 14,2530             | 29,2 ± 2,0     | 36             |
| MGC -2-14-4 | SAB(rs)cd      | Spirale intermédiaire       | 05h 11m 40.9s | -14° 47′ 22″ | 1979 ± 6               | 11,97               | 29,4 ± 2,1     | 87             |
| NGC 1832    | SB(r)bc        | Spirale barrée              | 05h 12m 03.3s | -15° 41′ 16″ | 1939 ± 5               | 11,3                | 28,8 ± 2,0     | 62             |

Le site DeepskyLog permet de trouver aisément les constellations des galaxies mentionnées dans ce tableau ou si elles ne s'y trouvent pas, l'outil du site constellation permet de le faire à l'aide des coordonnées de la galaxie. Sauf indication contraire, les données proviennent du site NASA/IPAC.